# Qui m'emporte
 (août 2015).
Qui m'emporte est un des premiers romans de l'écrivain Bernard Clavel publié en 1958 aux éditions Robert Laffont qu'il a commencé en 1956 à Vernaison, commune du sud de Lyon où il a longtemps habité et qu'il a terminé à Vernaison-Quinsonnas l'année suivante.
Ce roman est plus connu sous le titre Le Tonnerre de Dieu, titre du film réalisé par Denys de La Patellière avec Jean Gabin et Michèle Mercier dans les rôles principaux, qui a été tiré du roman de Bernard Clavel et largement repris par les différentes éditions de poche. Ce titre renvoie à une réplique de son héros Léandre Brassac qui dit en parlant d'une bagarre : « ... cent mille tonnerres, veuille dieu que le poing de Brassac n'ait pas entièrement occis cet imbécile. »

## Présentation
Cet ouvrage est dédié à son ami et médecin lyonnais Jean Reverzy qui avait baptisé la place Bellecour à Lyon, « la place des angoisses ».
Bernard Clavel n'a pas vraiment goûté le scénario tiré de son roman, signé pourtant par Denys de la Patellière le réalisateur et par Pascal Jardin écrivain et auteur entre autres de Le Nain jaune, grand prix du roman de l'Académie française.
Il en sera de même pour son second roman porté au cinéma, Le Voyage du père, dont il critiquera aussi le scénario.
Dès lors, il va préférer travailler avec la télévision et participer lui-même à l'écriture du scénario, collaboration fructueuse puisqu'une douzaine de ses œuvres deviendront des téléfilms.
Dans ce roman, les chiens ont aussi leur rôle à jouer, cinq chiens qu'a recueillis Brassac au cours de ses pérégrinations à Lyon. Bernard Clavel est un amoureux des chiens qui écrira un recueil Histoire de chiens et inscrira cette citation de Jules Renard qui symbolise bien sa pensée, au début de son livre Le chien du brigadier : « Plus je connais les hommes, plus j'aime mon chien ».

## Contenu et résumé

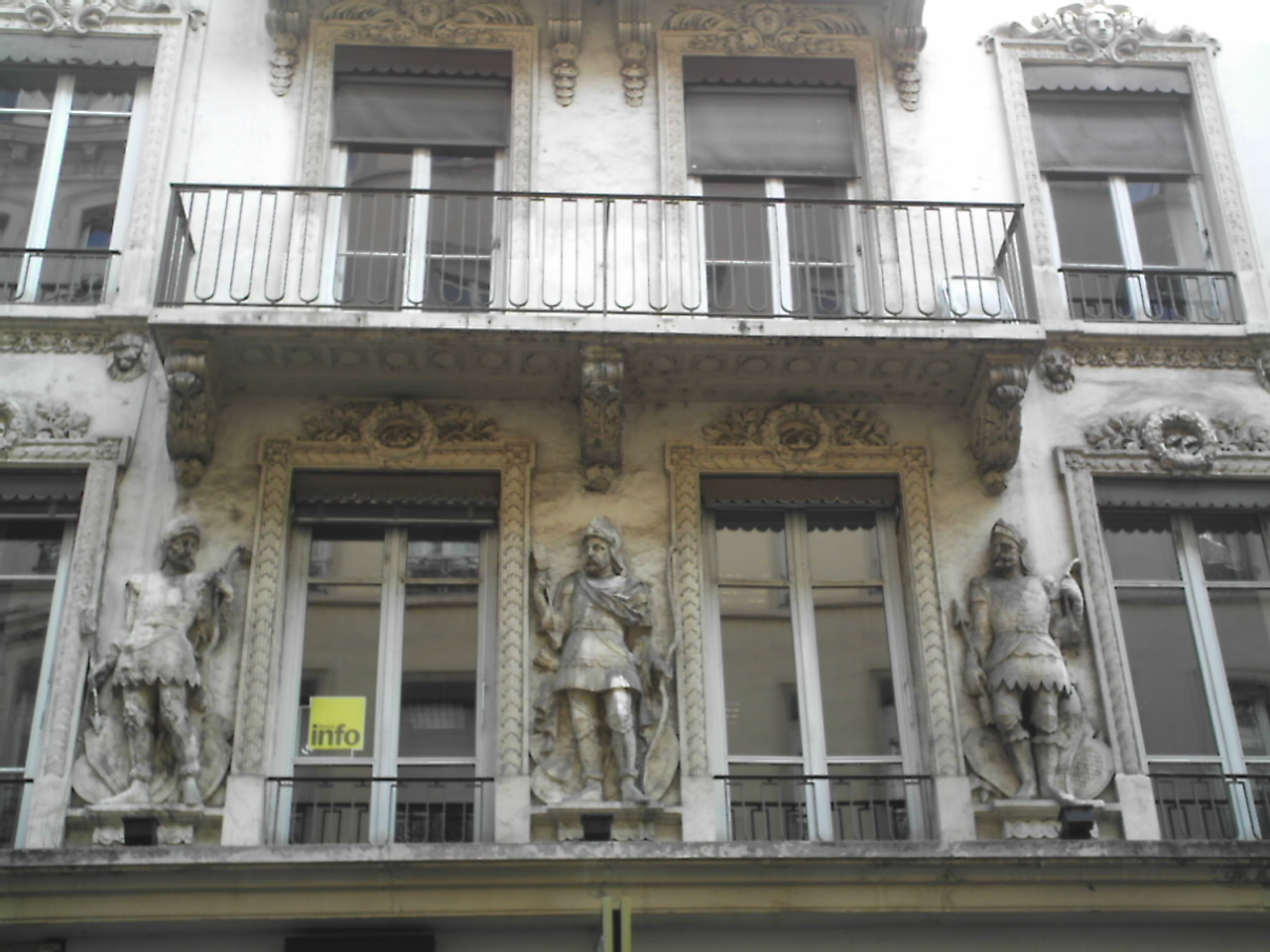
Lyon : rue des archers

Léandre Brassac vit avec sa femme Marie dans un vieux manoir dont il a hérité.
Quittant parfois sa ferme et sa femme, il va faire une virée à Lyon, la grande ville où il prend du bon temps, goûtant largement aux vins fins et aux belles filles. Dans ce milieu interlope, lui dont on dit volontiers qu'il est misanthrope et qu'il a un sale caractère, il aime se mettre en avant, jouer les grands seigneurs, c'est pour lui une respiration, un entracte dont il a besoin pour repartir d'un bon pied.
Il revient souvent avec de ces chiens perdus sans collier dont il peuple sa ferme. Mais  cette fois-ci, c'est une fille qu'il a ramenée chez lui, une fille dont il ne sait au juste d'où elle sort après une nuit blanche de beuverie, une prostituée sans repères, Simone Garil, qu'il a débarrassée de son souteneur. Et elle aussi, comme les chiens, elle s'installe dans la demeure avec Brassac et sa femme. Une certaine complicité va naître entre ces trois êtres si différents. Mais le souteneur de Simone ne va pas tarder à se manifester... Simone sait qu'elle devrait partir mais elle retrouve là-bas le bahut, le vaisselier, des odeurs et des objets rappelant sa jeunesse chez sa grand-mère.

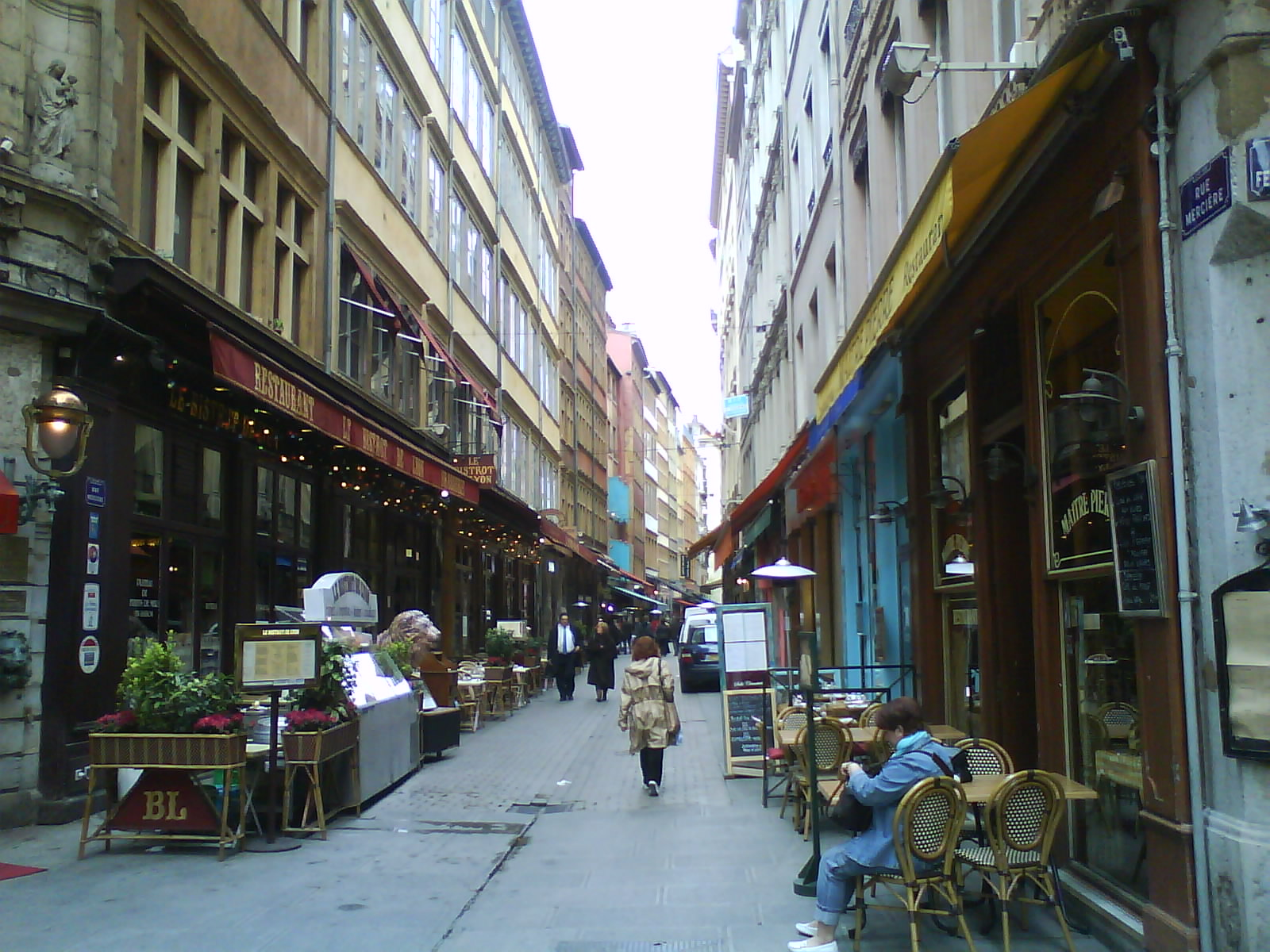
Lyon : rue Mercière

À travers la narration de Simone se dessinent les portraits de Brassac, qui s'appelle en réalité Durand, et de sa femme Marie qui a toujours habité là dans cette propriété sur les hauteurs de Loire-sur-Rhône entre Lyon et Vienne. Lui, le costaud, se bat avec les chasseurs ou les voyous qu'il rencontre dans ses virées à Lyon, aime les bêtes plus que les hommes. Elle, assez craintive, critique la violence de son mari dont paradoxalement elle se sent fière, « je voyais bien qu'elle l'admirait » constate Simone.
Finalement, la présence de Simone soulageait Marie : c'était l'occasion d'éviter le face-à-face quotidien, dans leur isolement, cette vie à deux où ils voient très peu de monde. Seul Roger, l'homme à la moto qui monte les voir quelquefois et leur apporte des os pour les chiens. Brassac a le vin mauvais, il se bat souvent dans les tripots de la rue Mercière à Lyon et s'en prend parfois à Marie. L'irruption de son souteneur Marcel met Simone très mal à l'aise. Brassac joue les matamores mais seuls les chiens mettront en fuite Marcel et ses acolytes.
Peu à peu est née une complicité entre les deux femmes, quelques confidences partagées, des regards et des sourires échangés. Pour Brassac, avec Simone c'est son passé qu'il régurgite, un passé lourd à porter, sa vie de comédien raté, des mots qu'il peut enfin mettre sur ses frustrations. L'opalescence de leur passé s'estompe peu à peu pour mieux révéler les personnages, chacun pense à « l'autre vie » comme dit Marie, celle qui encombre leur vie présente.
« On ne peut jamais affirmer que l'on aurait fait ou que l'on n'aurait pas fait telle chose si tel événement ne s'était pas produit » pense Simone. Effectivement, les choses se sont enchaînées sans qu'elle sût dire comment, elle a rencontré Roger, elle est allée chez lui et maintenant à la joie de tous, elle est enceinte. Même Brassac est ému par cet enfant qui est un peu celui que Marie n'a pas pu lui donner.
Désormais, la ferme de Roger n'est plus "morte", privée d'animation comme le craignait Simone. Il suffisait d'un enfant pour insuffler une nouvelle vie à la ferme de Roger, à lui redonner un avenir, à transformer Marie et Brassac  en grands-parents gâteau.